# Waag (Franeker)
De Waag van Franeker werd in 1657 gebouwd en is later gewijzigd.
Op de voorgevel van de waag bevindt zich een gevelsteen met het stadswapen.
Nadat het gebouw de waagfunctie verloor had het onder andere als bestemming postkantoor en maakte het later deel uit van het museum ’t Coopmanshûs (nu Museum Martena op een andere locatie). Er is nu een winkel in gevestigd.

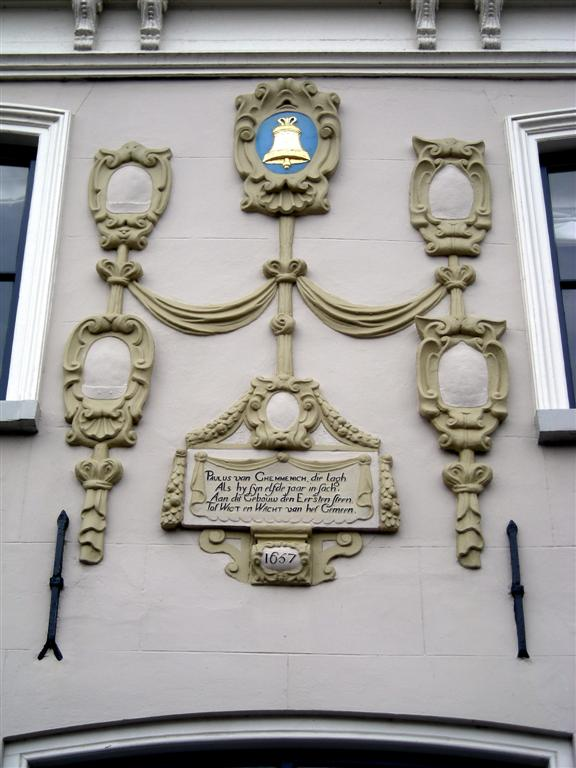
Waag (detail gevelsteen)

Bolsward · 
Dokkum ·
Franeker ·
Gorredijk ·
Harlingen ·
Hindeloopen ·
Kollum ·
Langweer ·
Leeuwarden ·
Leeuwarden (beurs) ·
Lemmer ·
Makkum ·
Oldeboorn ·
Sloten ·
Workum